# جزیره دارا
جزیره دارا از جزیره‌های غیر مسکونی ایرانی در خلیج فارس است. این جزیره در دهانهٔ خور موسی قرار دارد. جزیره "دارا" یکی از جزایر خور موسی در خلیج فارس است که در فاصله ۷۲ کیلومتری از بندر ماهشهر قرار دارد. این جزیره که به تازگی به عنوان بخشی از پارک ملی دریایی دارا، به این پارک الحاق شده است، بهشتی کوچک برای پرندگان آبزی و کنارآبزی است. این جزیره غیر مسکونی محل تخم‌گذاری پرستوهای دریایی است.